# 囊状鞘群海葵
囊状鞘群海葵（学名：Epizoanthus bursiformis）为鞘群海葵科鞘群海葵属的动物。分布于美国以及中国南海等海域。